# Pelargonium dispar
Pelargonium dispar är en näveväxtart som beskrevs av Nicholas Edward Brown. Pelargonium dispar ingår i släktet pelargoner, och familjen näveväxter. Inga underarter finns listade i Catalogue of Life.